# 4451 Grieve
4451 Grieve è un asteroide areosecante. Scoperto nel 1988, presenta un'orbita caratterizzata da un semiasse maggiore pari a 2,6028618 UA e da un'eccentricità di 0,3860722, inclinata di 27,75079° rispetto all'eclittica.